# Hans Meyer-Hörstgen
Hans Meyer-Hörstgen (* 1948 in Duisburg) ist ein deutscher Mediziner und Schriftsteller.

## Leben
Hans Meyer-Hörstgen studierte Medizin und Soziologie; 1976 schloss er dieses Studium mit der Promotion zum Doktor der Medizin an der Gesamthochschule Essen ab. Anschließend war er als Psychiater in Bad Essen tätig. Daneben verfasste Meyer-Hörstgen einen Roman und zwei Dramen. Er nahm am Ingeborg-Bachmann-Preis 1985 in Klagenfurt teil.

## Werke
- Tee und sein Einfluß auf die Haut- und Muskeldurchblutung des Menschen, Essen 1976 (Promotionsschrift)
- Hirntod, Suhrkamp, Frankfurt am Main 1985, ISBN 978-3-518-03219-0 (Roman)
  - Hersendood,  BZZTôH, s-Gravenhage 1986 (niederländische Übersetzung)
- Der König von Wien, Suhrkamp Theaterverlag, Frankfurt am Main 1986, (Theaterstück)
- Kaiserwetter,  Suhrkamp Theaterverlag, Frankfurt am Main 1991 (Theaterstück)

## Film
- Bestehen. Durchkommen. Hans Meyer-Hörstgens Reise nach Klagenfurt. Dokumentarfilm von Ebbo Demant. Deutschland 1985